# Careto (informática)
Careto ou The Mask é um super-vírus virtual (ou Spyware) que tem por programação, coletar dados do computador infectado e também fazer com que o PC trabalhe de forme irregular.
Sua contaminação ocorre por spear phishing, ou seja, via e-mail, que quando acessado, abre uma porta de entrada para o roubo das informações programadas. O Careto é muito utilizado para espionar empresas privadas ou órgãos governamentais.
Descoberto em 2007, é de desconhecimento o seu projetista ou empresa desenvolvedora, porém, sua criação pode ter originado de algum serviço nacional de inteligência, em virtude de seu alto grau de complexidade.